# Markus Nonninger
Markus Nonninger (* 6. Juni 1971 in Berlin) ist ein deutscher Politiker (DVU). Er war von 2003 bis 2009 Abgeordneter des Landtages Brandenburg.

## Leben
Nonninger absolvierte von 1989 bis 1991 eine Berufsausbildung zum Chemikanten und arbeitete anschließend als Transportarbeiter. In einer weiteren Ausbildung von 1991 bis 1994 erwarb er den Abschluss eines Chemielaboranten und arbeitete in den folgenden Jahren bis 1998 in diesem Beruf an der John-F.-Kennedy-Schule in Berlin. 1998 war er als Verwaltungsangestellter im Landtag Sachsen-Anhalt tätig. Nachdem er von 1999 bis 2000 arbeitslos war, arbeitete er bis 2003 als Kommissionierer für Gefahrstoffe.
Er ist verheiratet und hat ein Kind.

## Politik
Nonninger trat 1991 der DVU bei.
Am 19. März 2003 wurde er als Nachrücker für den verstorbenen Werner Firneburg Mitglied des Brandenburger Landtages in der 3. Wahlperiode. Bei der Landtagswahl 2004 wurde er über die Landesliste in den Landtag Brandenburg der 4. Wahlperiode gewählt. Dort wurde er, wie in der Wahlperiode zuvor, Mitglied im Ausschuss für Wissenschaft, Forschung und Kultur und im Ausschuss für Europaangelegenheiten und Entwicklungspolitik.
Zudem wurde Nonninger vom Landtag als stellvertretendes Mitglied in den Landesjugendhilfeausschuss entsandt. 2010 trat er aus Protest gegen die geplante Fusion seiner Partei mit der NPD aus ihr aus.